# Biblioteca especializada
As bibliotecas especializadas por áreas do conhecimento são uma consequência lógica do desenvolvimento que a ciência e a cultura tiveram desde a Revolução Industrial e principalmente desde a Revolução Tecnológica.
Com a enorme produção atual de documentos – impressos ou em forma digital – resultantes de estudos em diferentes áreas, tornou-se impossível a uma biblioteca geral ter uma boa coleção de informações sobre todos os temas; isto, apesar de neste momento grande número de bibliotecas estarem ligadas em rede de modo que, em poucos minutos, é possível aos usuários de uma biblioteca receberem documentos de outra que se pode encontrar bastante distante.
As primeiras bibliotecas especializadas organizaram-se nas universidades que, desde cedo, se organizaram em departamentos especializados ou faculdades e, cada um destes iniciou a coleção de documentos relativos à sua área específica. Provavelmente, as primeiras bibliotecas especializadas surgiram na área da medicina, uma vez que, por exemplo a matemática se desenvolveu inicialmente ligada à filosofia, portanto com necessidade de informações de vários campos do saber.
Atualmente existem bibliotecas tão especializadas que só concentram informação, por exemplo, sobre determinado grupo de animais ou plantas. Para além disso, os bibliotecários encontram-se muitas vezes agrupados em associações nas quais discutem as formas de melhorar a organização e classificação científica dos documentos que se encontram à sua guarda.